# Tagalog (Unicode)
Tagalog è un blocco Unicode. È costituito da 20 caratteri compresi nell'intervallo U+1700-U+17F1.
Comprende i simboli del sistema di scrittura baybayin utilizzato per la lingua tagalog.

## Tabella compatta di caratteri

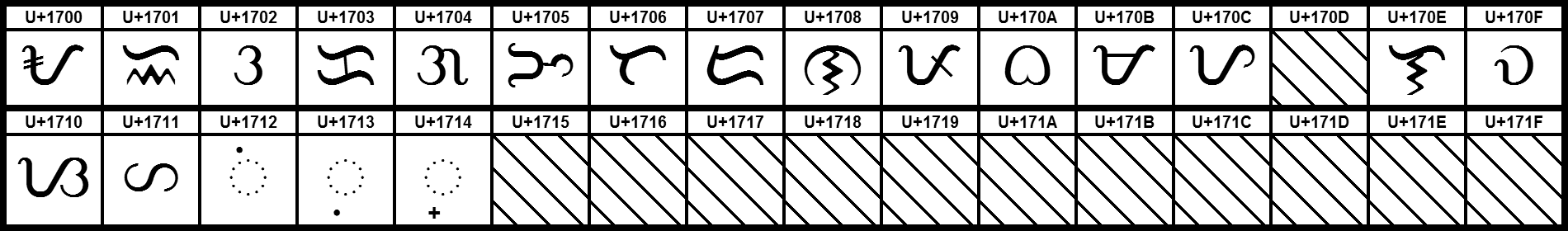
Tagalog

|     | 0 | 1 | 2 | 3 | 4 | 5 | 6 | 7 | 8 | 9 | A | B | C | D | E | F |
| --- | - | - | - | - | - | - | - | - | - | - | - | - | - | - | - | - |
| 170 | ᜀ | ᜁ | ᜂ | ᜃ | ᜄ | ᜅ | ᜆ | ᜇ | ᜈ | ᜉ | ᜊ | ᜋ | ᜌ | ᜍ | ᜎ | ᜏ |
| 171 | ᜐ | ᜑ | ᜒ  | ᜓ  | ᜔  |   |   |   |   |   |   |   |   |   |   |   |